# 貝雷濟夫卡 (庫皮揚斯克區)
49°37′18″N 37°28′34″E / 49.62167°N 37.47611°E
貝雷濟夫卡（烏克蘭語：Березівка）是位於烏克蘭東部的村莊，由哈爾科夫州庫皮揚斯克區的舍夫琴科韦市镇負責管轄。該村始建於1690年，面積4.02平方公里，海拔高度120米，2001年人口465，人口密度每平方公里115.7人。